# TD Cars

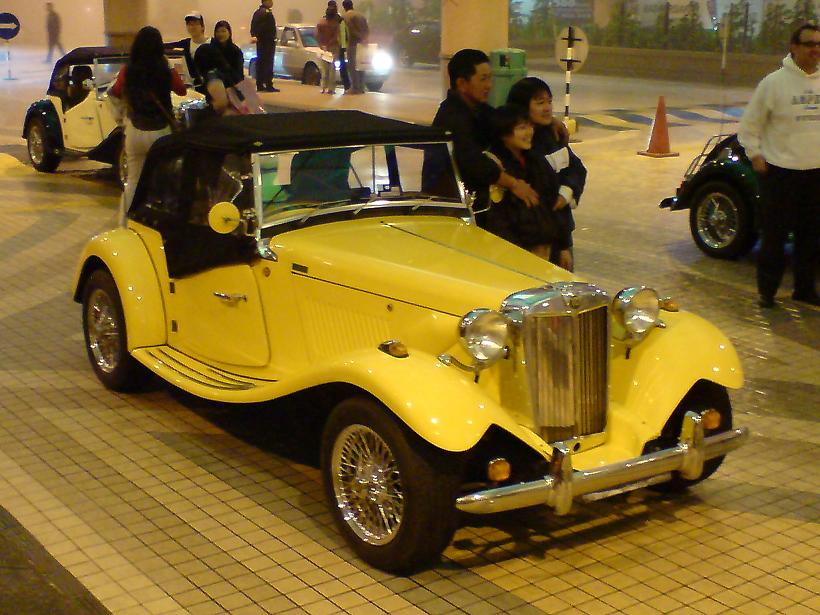
TD 2000

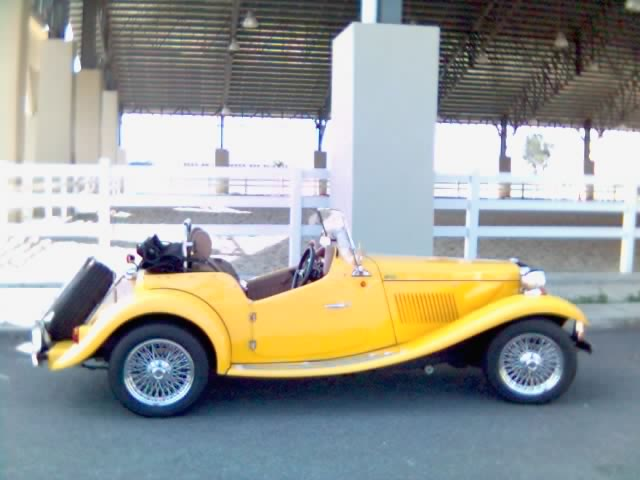
Seitenansicht

TD Cars (Malaysia) Sdn Bhd ist ein malaysischer Hersteller von Automobilen.

## Unternehmensgeschichte
Edward Teo gründete 1998 das Unternehmen in Kuala Lumpur und übernahm die Fahrzeugproduktion vom australischen Hersteller TD 2000. Die Produktion von Automobilen begann. Der Markenname lautet TD 2000. Die Anteile befinden sich zu 85 % in malaysischen Händen und zu 15 % in australischen Händen. Seit Juni 2003 ist Koay Choon Gun ebenfalls im Unternehmen tätig.
Die Fahrzeuge werden seit 2001 ins Vereinigte Königreich, Singapur und Australien, seit 2002 nach Taiwan und Japan, seit 2003 nach Brunei und Kuwait, seit 2004 in die Vereinigten Arabischen Emirate, Macau und Neuseeland und seit 2005 nach Ägypten exportiert.

## Fahrzeuge
Das einzige Modell ist ein Roadster im Stil der 1950er Jahre. Er ähnelt dem MG T-Type. Ein Vierzylindermotor von Toyota mit 86 mm Bohrung, 86 mm Hub und 1998 cm³ Hubraum leistet 96 kW und treibt die Hinterräder an.